# Голубинское сельское поселение (Крым)
Голубинское се́льское поселе́ние (укр. Голубинське сільське поселення, крымскотат. Foti Sala köy yurtu, Фоти Сала кой юрту) — муниципальное образование в составе Бахчисарайского района Республики Крым России.
Административный центр — село Голубинка.

## География
Территория поселения занимает земли на крайнем юго-востоке района, в верхней части долины реки Бельбек, долинах рек Коккозка и Суаткан, включая западные склоны Ай-Петри.
Через территорию проходит автомобильная трасса Бахчисарай — Ялта.
Граничит на северо-востоке с Зелёновским сельским поселением, на северо-западе — с Куйбышевским сельским поселением на юге с Балаклавским районом Севастополя, и на востоке — с землями городского округа Ялта.

## Население
| 2001  | 2014  | 2015  | 2016  | 2017  | 2018  | 2019  |
| ----- | ----- | ----- | ----- | ----- | ----- | ----- |
| 4487  | ↘4309 | →4309 | ↗4323 | ↘4303 | ↘4245 | ↘4190 |
| 2020  | 2021  |       |       |       |       |       |
| ↗4224 | ↗4473 |       |       |       |       |       |

## Состав сельского поселения
В состав сельского поселения входят 9 населённых пунктов:
| № | Населённый пункт | Тип населённого пункта       | Население, 2014 |
| - | ---------------- | ---------------------------- | --------------- |
| 1 | Аромат           | село                         | ↗330            |
| 2 | Богатое Ущелье   | село                         | ↘104            |
| 3 | Голубинка        | село, административный центр | ↗1433           |
| 4 | Нижняя Голубинка | село                         | ↘249            |
| 5 | Новополье        | село                         | ↗313            |
| 6 | Поляна           | село                         | ↘178            |
| 7 | Путиловка        | село                         | ↘312            |
| 8 | Соколиное        | село                         | ↘1251           |
| 9 | Солнечноселье    | село                         | ↘139            |

## История
В начале 1920-х годов в составе Бахчисарайского района был образован Фоти-Сальский сельсовет: на момент всесоюзной переписи населения 1926 года он включал одно село — Фоти-Сала (в данные о котором, судя по доступным источникам, была включена и статистика будущей Нижней Голубинки) с населением 1422 человека. В 1935 году из Бахчисарайского района выделен новый Фотисальский район, в том же году (по просьбе жителей), переименованный Куйбышевский, которому переподчинили сельсовет.
Указом Президиума Верховного Совета РСФСР от 21 августа 1945 года «О переименовании сельских Советов и населенных пунктов Крымской области» Фоти-Сальский сельсовет был переименован в Голубинский сельский совет. С 25 июня 1946 года сельсовет в составе Крымской области РСФСР, а 26 апреля 1954 года Крымская область была передана из состава РСФСР в состав УССР. Время укрупнения сельсовета пока не установлено: на 15 июня 1960 года в составе совета числились населённые пункты:

| - - Аромат - Богатое Ущелье | - - Верхнее Заречье - Голубинка | - - Горное - Нижнее Заречье | - - Новополье - Поляна | - - Путиловка - Солнечноселье |

 а ранее отдельные Богатоущельский, Новопольский, Полянский, Путиловский, Соколинский и Солнечносельский сельсоветы уже не фигурируют.
Указом Президиума Верховного Совета УССР «Об укрупнении сельских районов Крымской области», от 30 декабря 1962 года Куйбышевский район был упразднён и сельсовет вновь присоединили к Бахчисарайскому. На 1968 год сложился современный состав совета.
С 21 марта 2014 года в составе Крыма аннексировано Россией.
Статус и границы новообразованного сельского поселения установлены Законом Республики Крым от 5 июня 2014 года № 15-ЗРК «Об установлении границ муниципальных образований и статусе муниципальных образований в Республике Крым».

## Достопримечательности
Территория совета богата археологическими памятниками средневековья, таврскими могильниками, остатками исаров и поселений времён Мангупского княжества. В окрестностях села Соколиное находится известный памятник природы Большой каньон Крыма.